# Wes Streeting

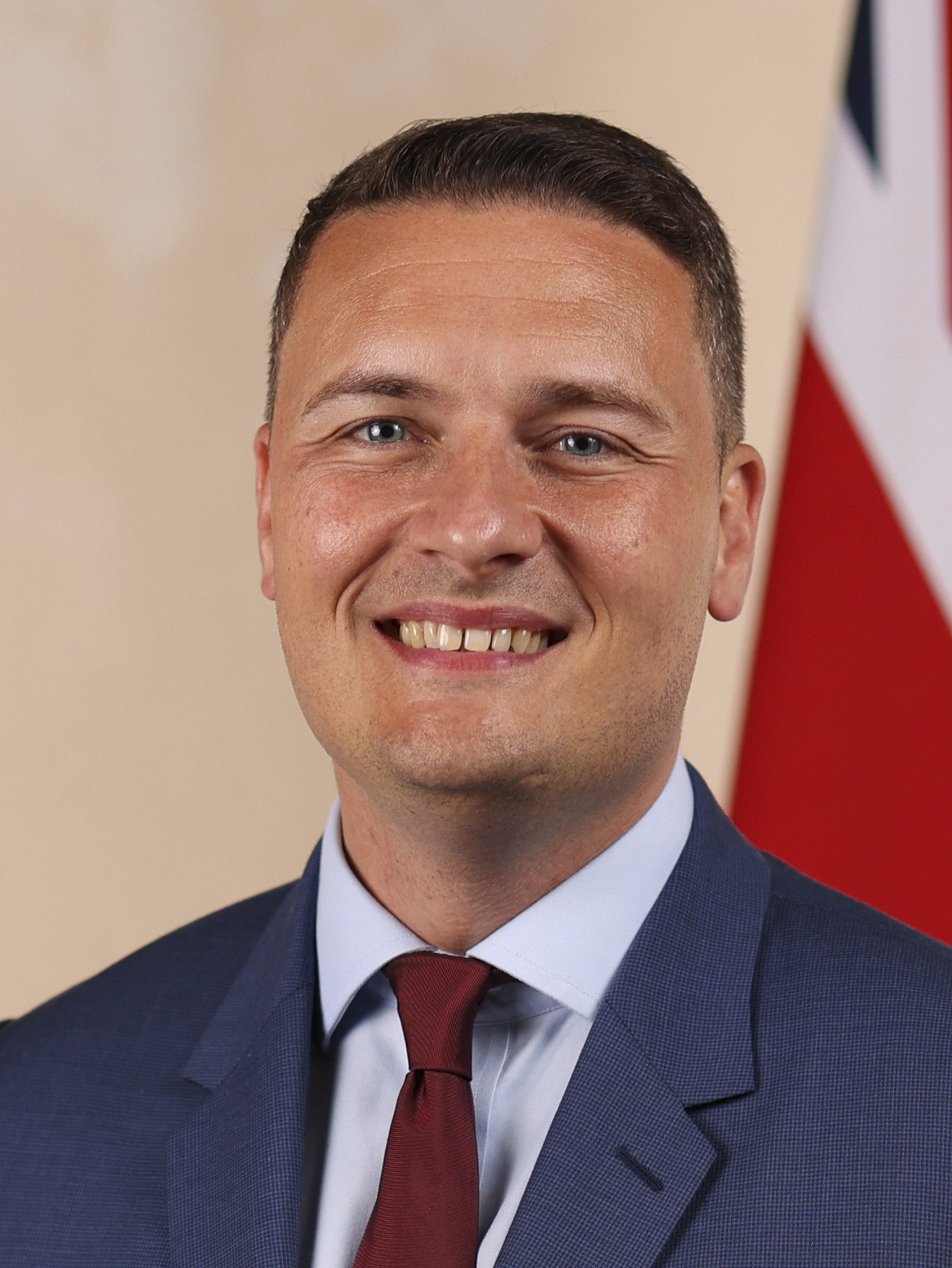
Wes Streeting (2024)

Wesley Paul William Streeting (* 21. Januar 1983 in London Borough of Tower Hamlets) ist ein britischer Politiker der Labour Party. Seit Juli 2024 ist er Minister für Gesundheit und Soziale Dienste im Kabinett Starmer. 

## Leben
Streeting studierte Geschichte am Selwyn College der Universität Cambridge. Er ist seit 2015 Abgeordneter im House of Commons. Seit 5. Juli 2024 ist Streeting im Kabinett Starmer Gesundheitsminister des Vereinigten Königreichs.
Streeting lebt mit seinem Partner Joe Dancey in London.

## Publikation
- Rethinking the values of higher education: consumpton, partnership, community?, Quality Assurance Agency for Higher Education, 2009 (englisch). OCLC 530332282